# Harta Madaba

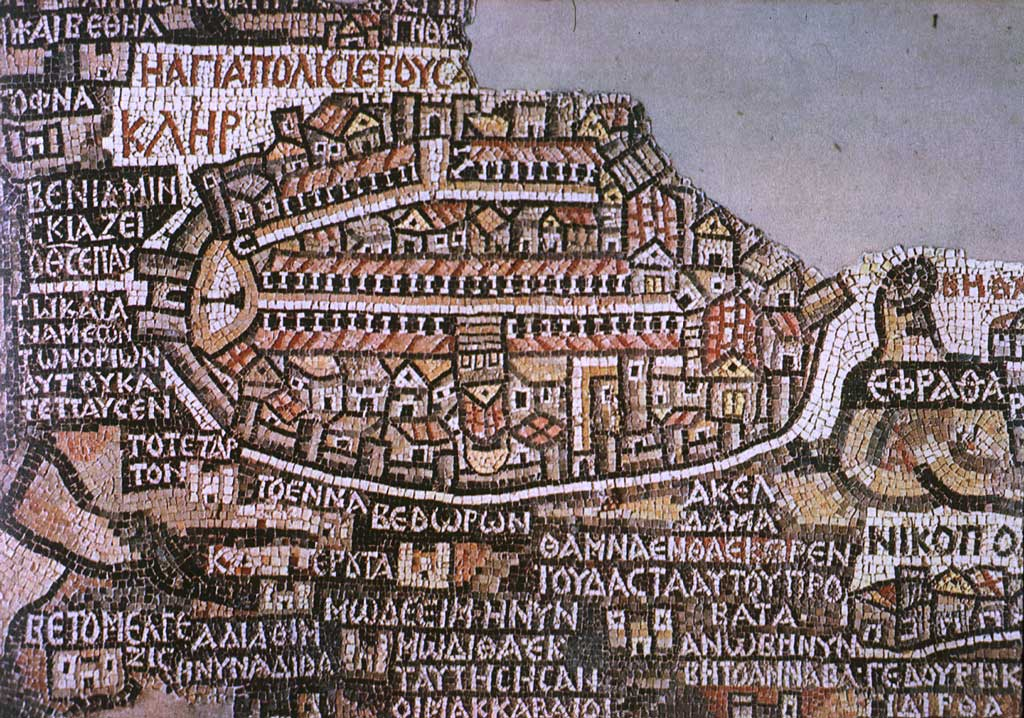
Ierusalim pe harta Madaba

Harta Madaba, cunoscută și sub numele de Harta mozaică Madaba, face parte dintr-un etaj de mozaic bizantin din biserica Sfântul Gheorghe din Madaba, Iordania. Harta Madaba descrie o parte din Orientul Mijlociu și conține cea mai veche reprezentare originală supraviețuitoare cartografică a Țării Sfinte și în special Ierusalim. Datează din secolul al VI-lea d.Hr.

## Istorie

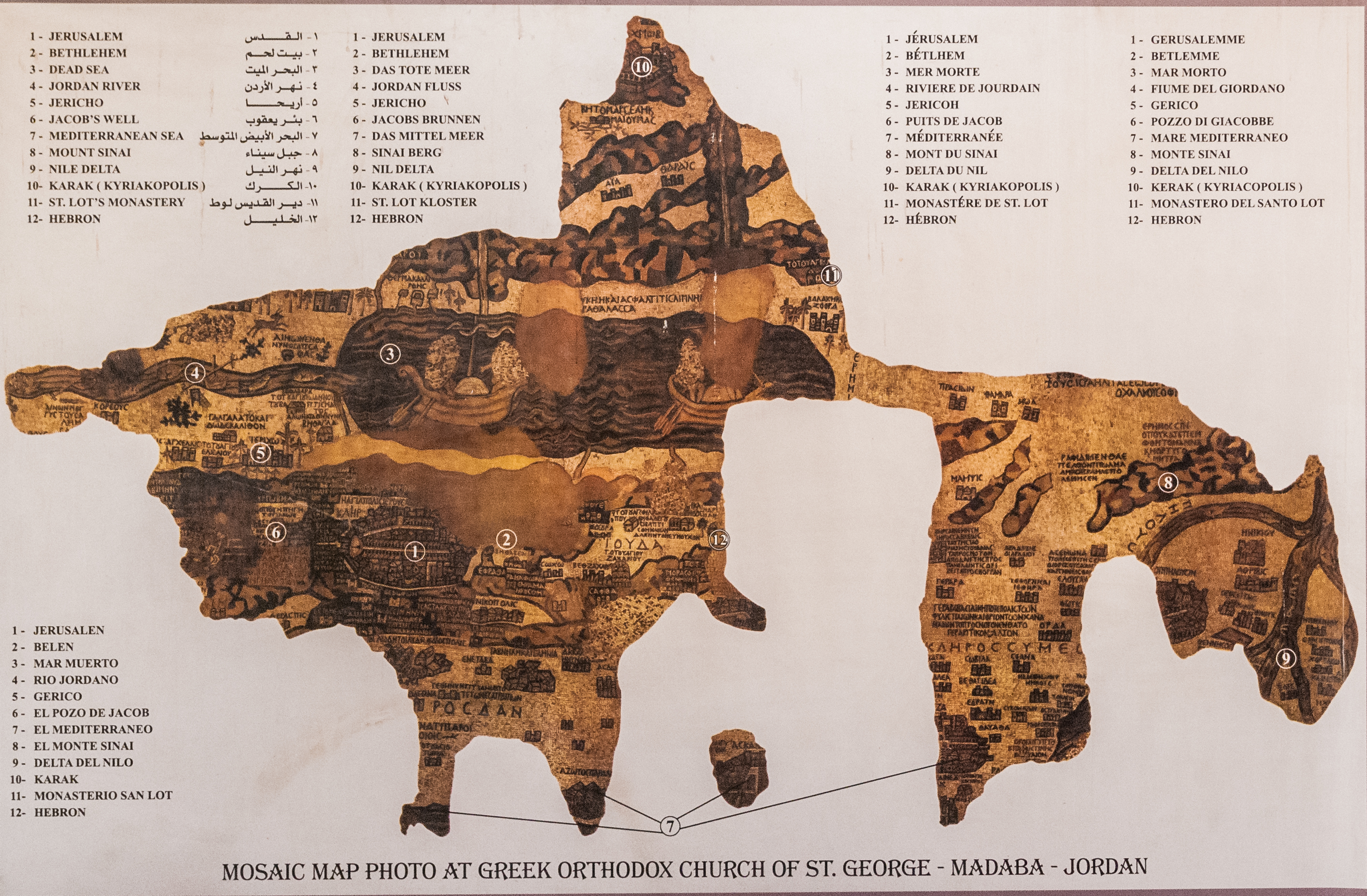
Reproducerea hărții Madaba

Harta mozaică Madaba înfățișează Ierusalimul cu Noua Biserică a lui Theotokos⁠(d), care a fost dedicată la 20 noiembrie 542. Clădirile ridicate în Ierusalim după 570 lipsesc din reprezentare, limitând astfel intervalul de date al creării sale la perioada cuprinsă între 542 și 570. Mozaicul a fost realizat de artiști necunoscuți, probabil pentru Comunitatea creștină din Madaba, care era sediul unui episcop la acea vreme. 
În 614, Madaba a fost cucerită de Imperiul Sasanid. În secolul al VIII-lea, musulmanul conducător din Califatul Omeiad a scos câteva motive figurale din mozaic. În 746, Madaba a fost în mare parte distrusă de un cutremur și ulterior abandonată.

Fotografie veche de la „ Colonia americană Departamentul foto”

Mozaicul a fost redescoperit în 1884, în timpul construcției unei noi biserici ortodoxe grecești pe locul predecesoarei sale antice. Patriarhul Nicodim I al Ierusalimului a fost informat, dar nu s-a efectuat nicio cercetare până în 1896.

## Descriere

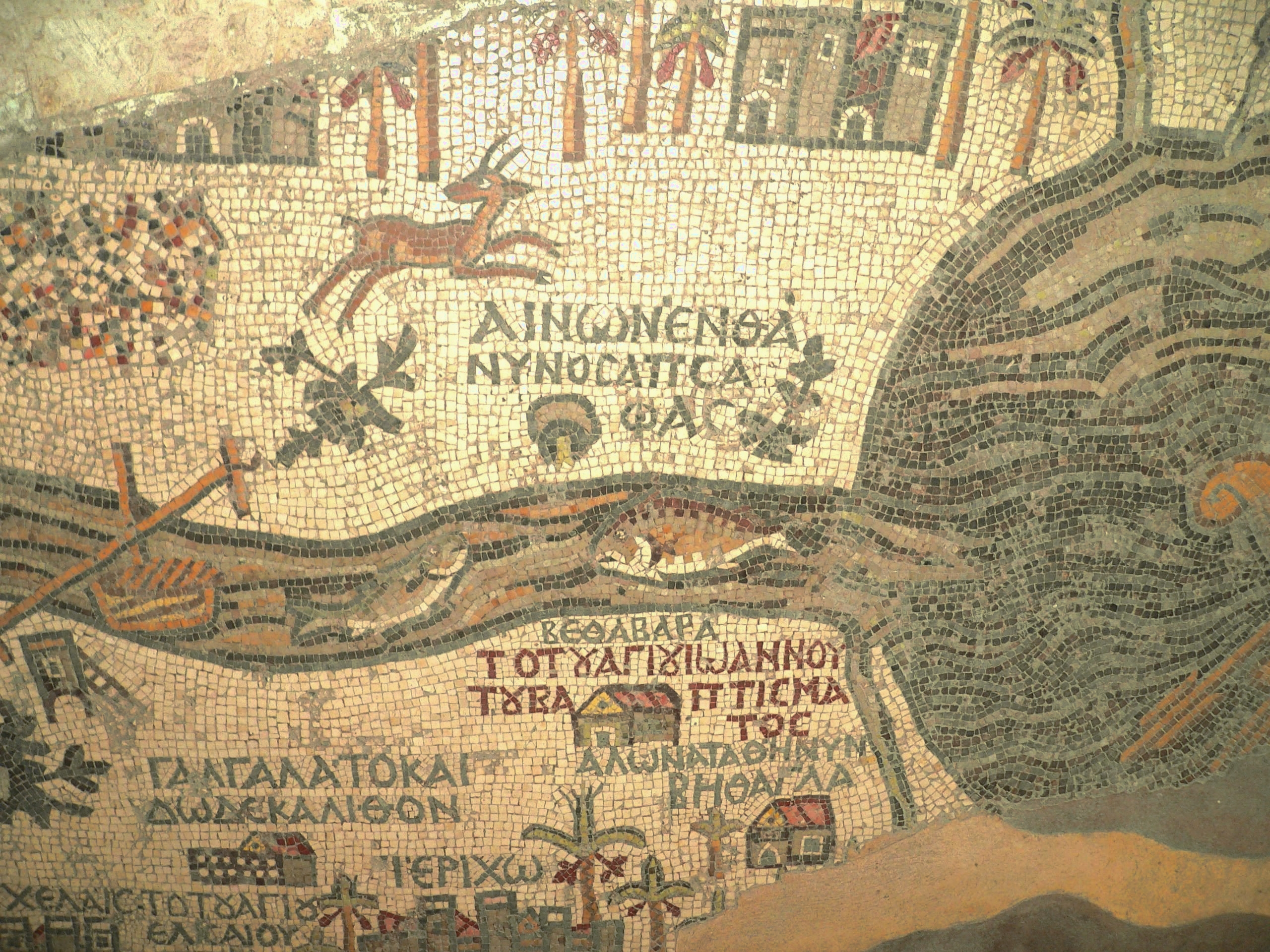
Locul botezului lui Ioan Botezătorul la gura Iordanului și un leu (aproape șters) care vânează o gazelă

Mozaicul podelei este situat în absida bisericii Sfântul Gheorghe din Madaba. Nu este orientat spre nord, așa cum sunt hărțile moderne, ci se îndreaptă spre est spre altar într-un mod atât de mare încât poziția locurilor de pe hartă coincide cu direcțiile busolei. Inițial, aceasta măsura 21 pe 7 m și conținea peste două milioane de „tesserae”. Dimensiunile sale actuale sunt de 16 pe 5 m.

### Reprezentare topografică
Harta mozaicului prezintă o zonă de la Liban în nord până la Delta Nilului în sud și de la Marea Mediterană la vest până la Deșertul estic. Printre alte caracteristici, acesta descrie Marea Moartă cu două bărci de pescuit, o varietate de poduri care leagă malurile Iordanului, pești înotând în râu și retrăgându-se din Marea Moartă; a leu (redat aproape de nerecunoscut prin introducerea tesserae aleatorii într-o perioadă de iconoclasm) vânând o gazelă în deșertul Moab, palmieri-inelați, Ierihon, Betleem și alte site-uri biblice creștine. Este posibil ca harta să fi servit parțial pentru a facilita orientarea pelerinilor în Țara Sfântă. Toate unitățile de peisaj sunt etichetate cu explicații în [în greacă. Referirile mozaicului la triburile lui Israel, la toponimie, precum și utilizarea de citate din pasaje biblice, indică faptul că artistul care a pus mozaicul a folosit Onomasticon din Eusebiu (secolul al IV-lea d.Hr.) ca sursă primară. O combinație de perspectivă pliabilă și o vedere aeriană prezintă aproximativ 150 de orașe și sate, toate etichetate.
Cel mai mare și mai detaliat element al reprezentării topografice este Ierusalimul (ΙΕΡΟΥΣΑ[ΛΉΜ), în centrul hărții. Mozaicul prezintă în mod clar o serie de structuri semnificative în Orașul Vechi al Ierusalimului: Poarta Damascului, Poarta Leilor, Poarta de Aur, Poarta Sionului, Biserica Sfântului Mormânt, Noua Biserică a Teotokosului, Turnul lui David și Cardo Maximus. În partea de sud-vest a Ierusalimului este arătat Acel Dama (lit. „câmp de sânge”), de la liturghia creștină. Reprezentarea recunoscută a topografiei urbane face din mozaic o sursă cheie a Ierusalimului bizantin. De asemenea, unice sunt reprezentările detaliate ale orașelor, cum ar fi  Neapolis, Askalon, Gaza, Pelusium, și  Charachmoba, toate suficient de detaliate pentru a fi descrise ca harta străzil0r. Alte site-uri desemnate includ: Nicopolis (în greacă:ΝΙΚΟΠΟΛΙΣ);  Beth Zachar[ias] (în greacă:ΒΕΘΖΑΧΑΡ[ΊΟΥ]); Betleem (în greacă:ΒΗΘΛΕΕΜ); Socho (în greacă:Σωχω}, acum Kh. Shuweikah (sud-vest de Hebron);  Beth Annaba (în greacă: ΒΕΤΟΑΝΝΑΒΑ); Saphitha (în greacă: CΑΦΙΘΑ); Ierihon (în greacă: Ίεριχω);  Beit-ḥagla (în greacă: ΒΗΘΑΓΛΑ); Archelais (în greacă: ΑΡΧΕΛΑΙΣ);  Modi'im (în greacă: ΜΩΔΕΕΙΜ);  Lydda (în greacă: ΛΩΔΗ); Bethoron (în greacă: Βεθωρων); Gibeon (în greacă: ΓΑΒΑΩΝ); Rama (în greacă: ΡΑΜΑ); Coreae (în greacă: ΚΟΡΕΟΥΣ);Maresha (în greacă: ΜΟΡΑΣΘΙ); Azotos Paralos (Ashdod-Coast) (în greacă: ΑΖΩΤΟΣΠΑΡΑΛΣ); Marea Câmpie (în greacă: ΡΟΣΔΑΝ), însemnând literal, „Tribul lui Dan”;  Zoar este văzut pe partea de sud-est îndepărtată a Mării Moarte.

## Semnificație științifică
Harta mozaicului din Madaba este cel mai vechi mozaic geografic cunoscut în istoria artei. Este folosit intens pentru localizarea și verificarea siturilor biblice. Studiul hărții a jucat un rol major în răspunsul la întrebarea privind locația topografică a orașului Askalon („Asqalan” pe hartă).
În 1967, săpăturile din Cartierul Evreiesc din Ierusalim au dezvăluit Biserica Nea și Cardo Maximus chiar în locațiile sugerate de Harta Madaba.
În februarie 2010, săpăturile și-au justificat și mai mult acuratețea prin descoperirea unui drum descris în harta care trece prin centrul Ierusalimului. Potrivit hărții, intrarea principală în oraș a fost printr-o poartă mare care se deschidea într-o stradă centrală largă. Până la descoperire, arheologii nu au reușit să excaveze acest sit din cauza traficului pietonal intens. În urma lucrărilor de infrastructură din apropierea Porții Jaffa, pietre mari de pavaj au fost descoperite la o adâncime de patru metri sub pământ, care dovedesc că există un astfel de drum.